# Mellanriksbana
Eine Mellanriksbana (im weitesten Sinne eine Eisenbahnstrecke, die „zwischen den Reichen“ verkehrt) bezeichnet eine Eisenbahnstrecke, die grenzüberschreitend Norwegen und Schweden oder Schweden und Finnland verbindet.
Die erste Mellanriksbana war die Nordvästra stambana, die 1871 von Laxå nach Charlottenberg und über die Grenze nach Norwegen mit Anschluss an die Kongsvingerbane in Betrieb genommen wurde. Eine weitere grenzüberschreitende Strecke war die Bahnstrecke zwischen Trondheim und Sundsvall, die aus der norwegischen Meråkerbane und der schwedischen Mittbana besteht. Zudem gibt es zwei weitere Verbindungen zwischen Schweden und Norwegen, Malmbanan und Ofotbanen zwischen Kiruna und Narvik sowie Dalslands Järnväg und Smaalensbanen zwischen Halden und Mellerud. Zwischen Schweden und Finnland gibt es eine Mellanriksbana, die Bahnstrecke Boden–Haparanda, die über den Torne älv nach Tornio führt.
In Norwegen wird der Begriff Mellomriksbane mit der gleichen Bedeutung verwendet.